# Gefecht am San Matteo
1915

1. Isonzo – 2. Isonzo – Erste Dolomitenoffensive – Zweite Dolomitenoffensive – 3. Isonzo – 4. Isonzo – Lavarone (1915–1916)
1916

5. Isonzo – Südtiroloffensive – 6. Isonzo (Doberdo) – 7. Isonzo – 8. Isonzo – 9. Isonzo – 
Lawinenkatastrophe
1917

10. Isonzo – Ortigara – 11. Isonzo – 12. Isonzo – Pozzuolo – Monte Grappa
1918

Piave – San Matteo – Vittorio Veneto
Durch ihre strategisch günstige Lage oberhalb der Straße über den Gaviapass war die Punta San Matteo im Ersten Weltkrieg Schauplatz einer der letzten bedeutenden Siege der österreich-ungarischen Armee.
Anfang 1918 besetzten die Österreicher den Gipfel des Berges, um den Nachschub der Italiener auf der Gaviapassstraße mit Artillerie unter Beschuss nehmen zu können. Am 13. August konnten allerdings italienische Alpini der 308. Kompanie des „Monte Ortler“ Bataillons in einem Überraschungsangriff die Punta erobern und die Hälfte der Österreicher als Gefangene nehmen.
Am 3. September jedoch gelang es k.k. Kaiserschützen im Rahmen der Operation Gemse in einem Sturmangriff und mit starkem Artilleriefeuer den Gipfel von der 307. Kompanie des „Monte Ortler“ Bataillons wieder zu erobern. An dem von Oberleutnant Tabarelli De Fatis angeführten Angriff waren 150 Mann mit 10 Maschinengewehren beteiligt, die sich aus der 3. Sturmkompanie der 22. Schützendivision verstärkt mit Teilen von Hochgebirgs- und Bergführerkompanien zusammensetzten, darunter Teile der von Hauptmann Luis Molterer befehligten 30. Hochgebirgskompanie, die bereits am 1. September 1917 die Trafoier Eiswand erobert hatte. Die folgende Bombardierung der Stellungen forderte zahlreiche Opfer auf beiden Seiten. Die Österreicher verloren 17 Männer, die Italiener 10.
Im August 2004 fand man die gefrorenen Leichen dreier Kaiserschützen kurz unterhalb des Gipfels auf 3400 Metern Höhe. Die Schlacht auf der Punta San Matteo hatte einen der höchstgelegenen Kampfschauplätze und war gleichzeitig die letzte siegreiche Schlacht Österreich-Ungarns im Ersten Weltkrieg.

## Bilder

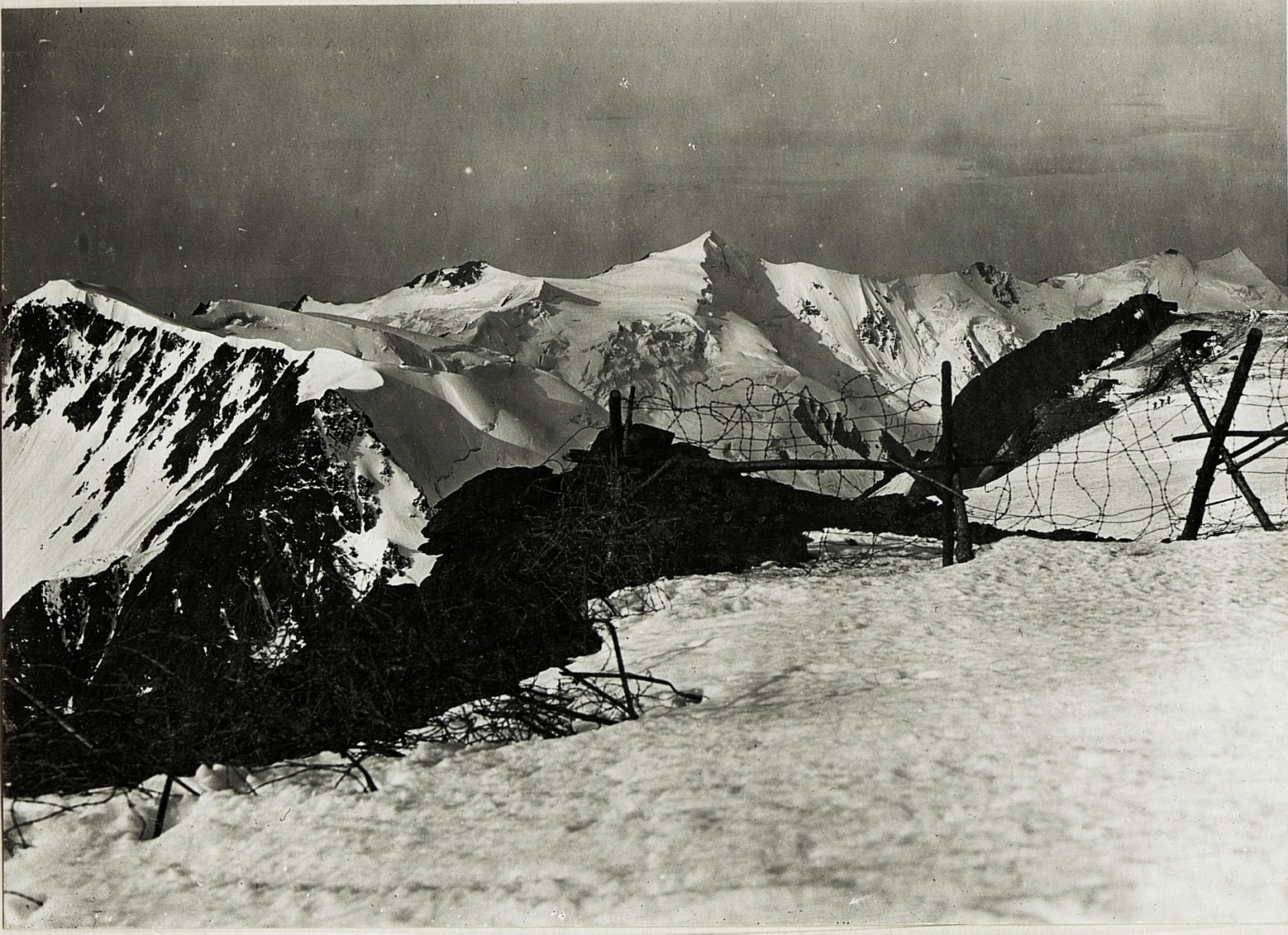
Aufnahme von 1917 vom Monte Vioz auf Punta San Matteo (in der Mitte) und Pizzo Tresero
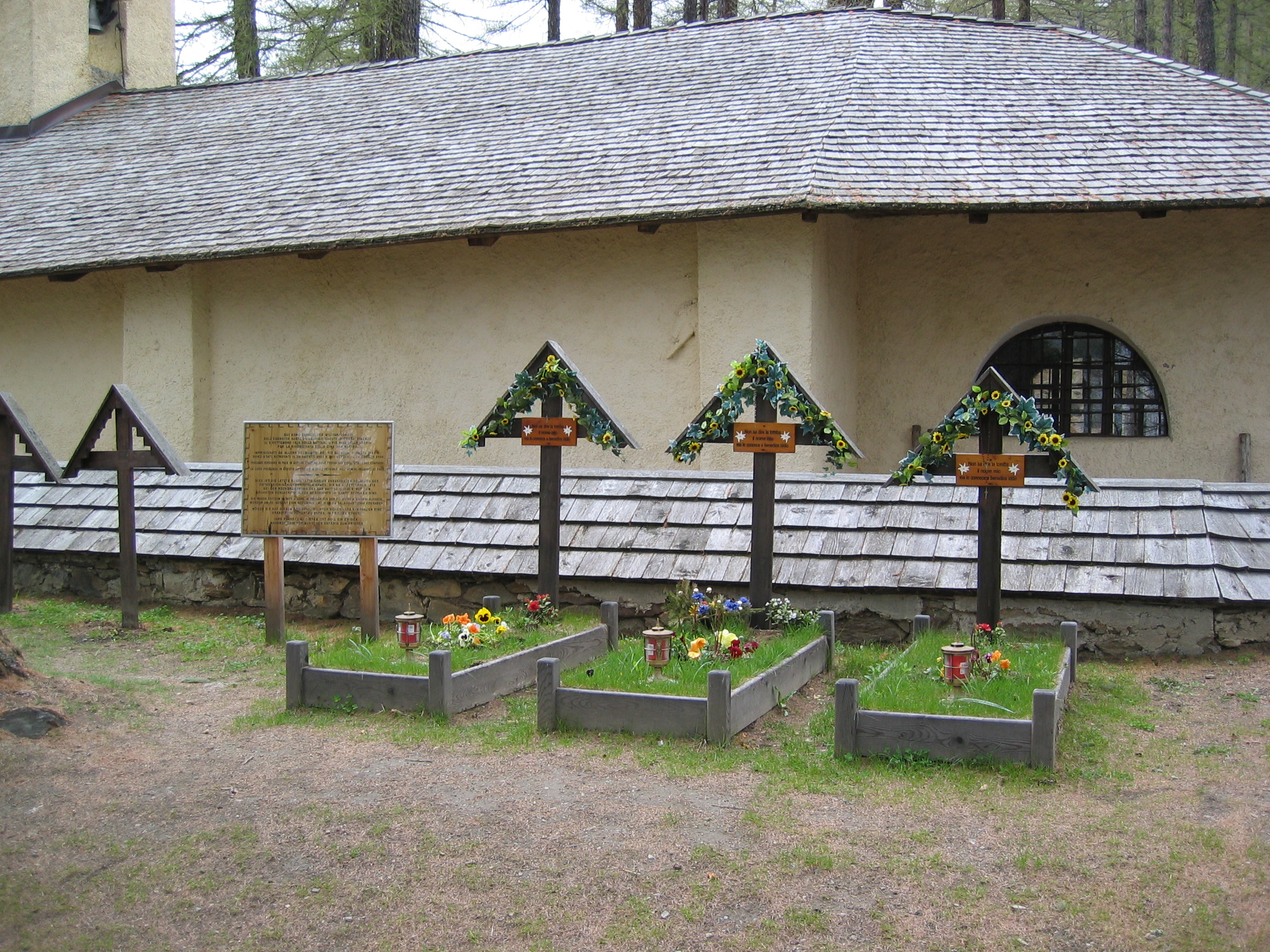
Gräber der gefallenen Kaiserschützen der Operation Gemse
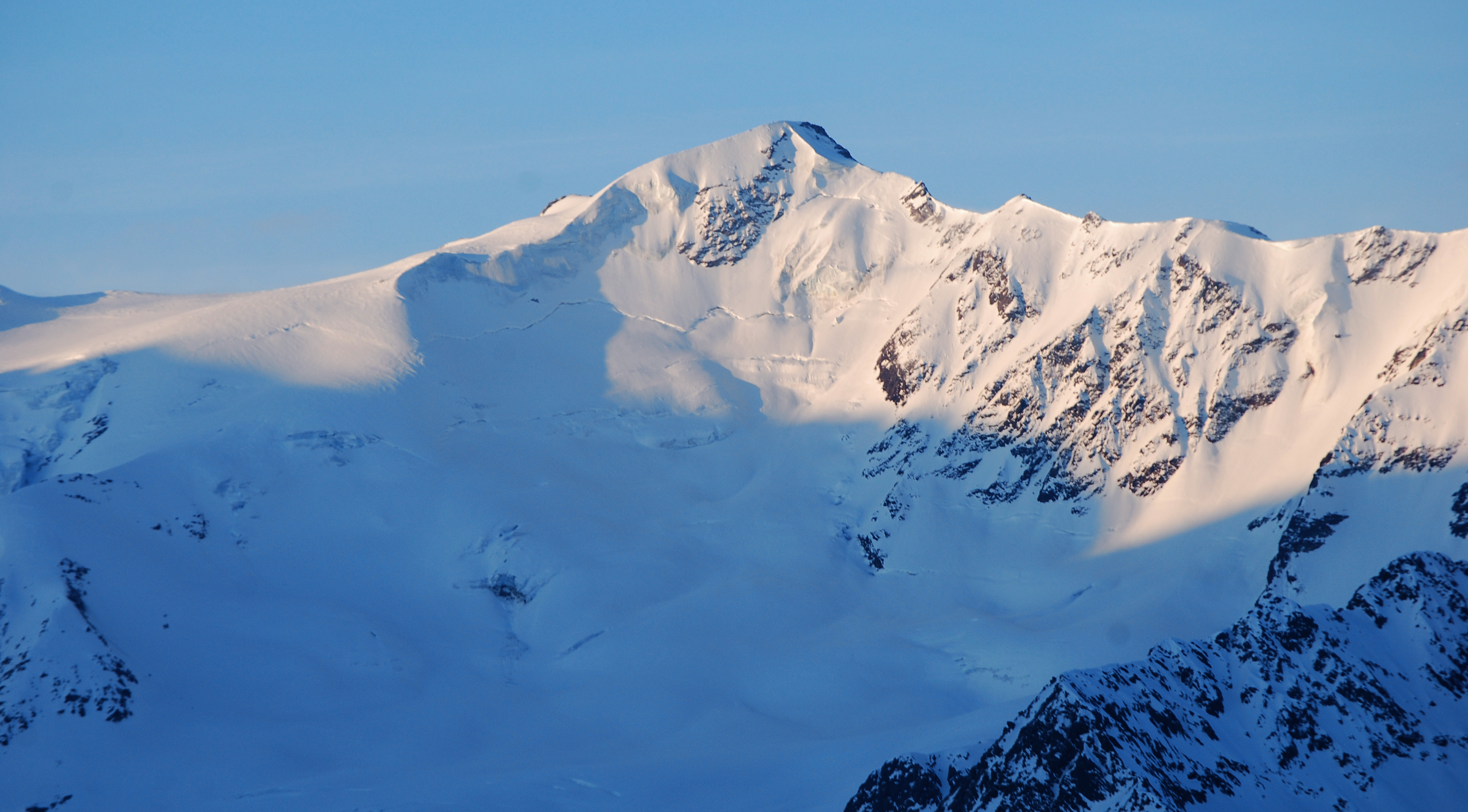
Punta San Matteo